# アメリカン・シクリッド

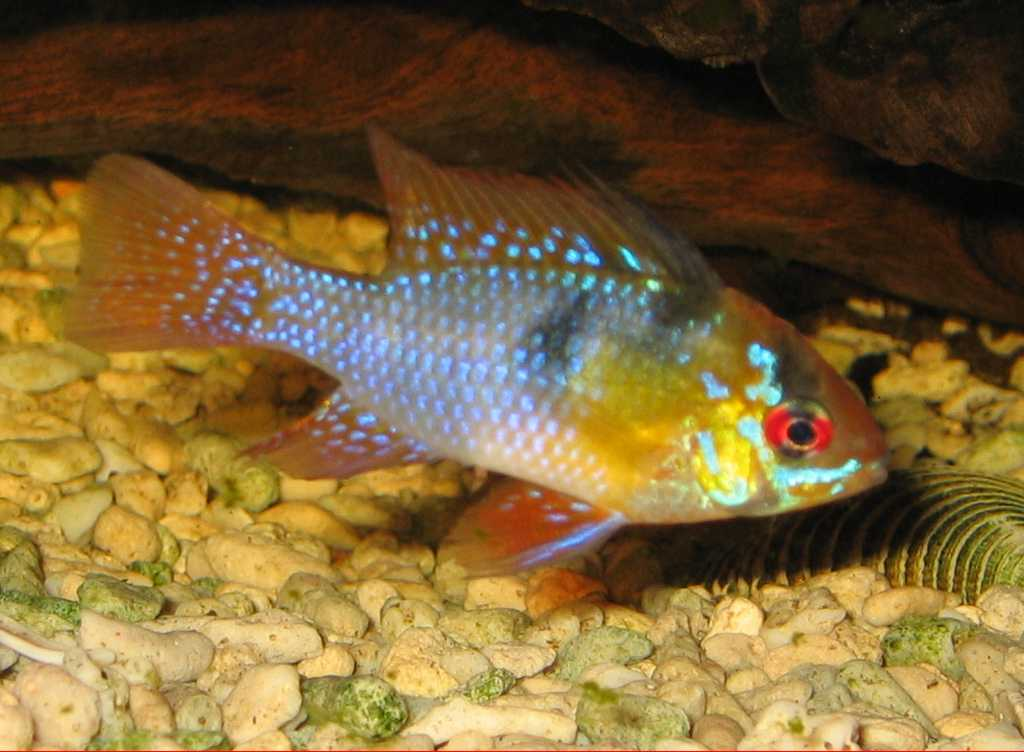
Mikrogeophagus ramirezi

アメリカン・シクリッドは、スズキ目 シクリッド科（カワスズメ科）に分類される魚類のうち、主に南米産（ブラジルなど）のものと中米産（メキシコ、キューバ、コスタリカ、ニカラグアなど）の熱帯魚を合わせて呼ぶときの通称。ただし、エンゼルフィッシュやディスカスなど、単独で有名なグループは除く場合もある。
南米産のものは、宝石にも例えられるアピストグラマなどの小型種（南米ドワーフ・シクリッドとも呼称される）と中・大型種に区分される。

## おもな種類

### 小型種
アピストグラマ

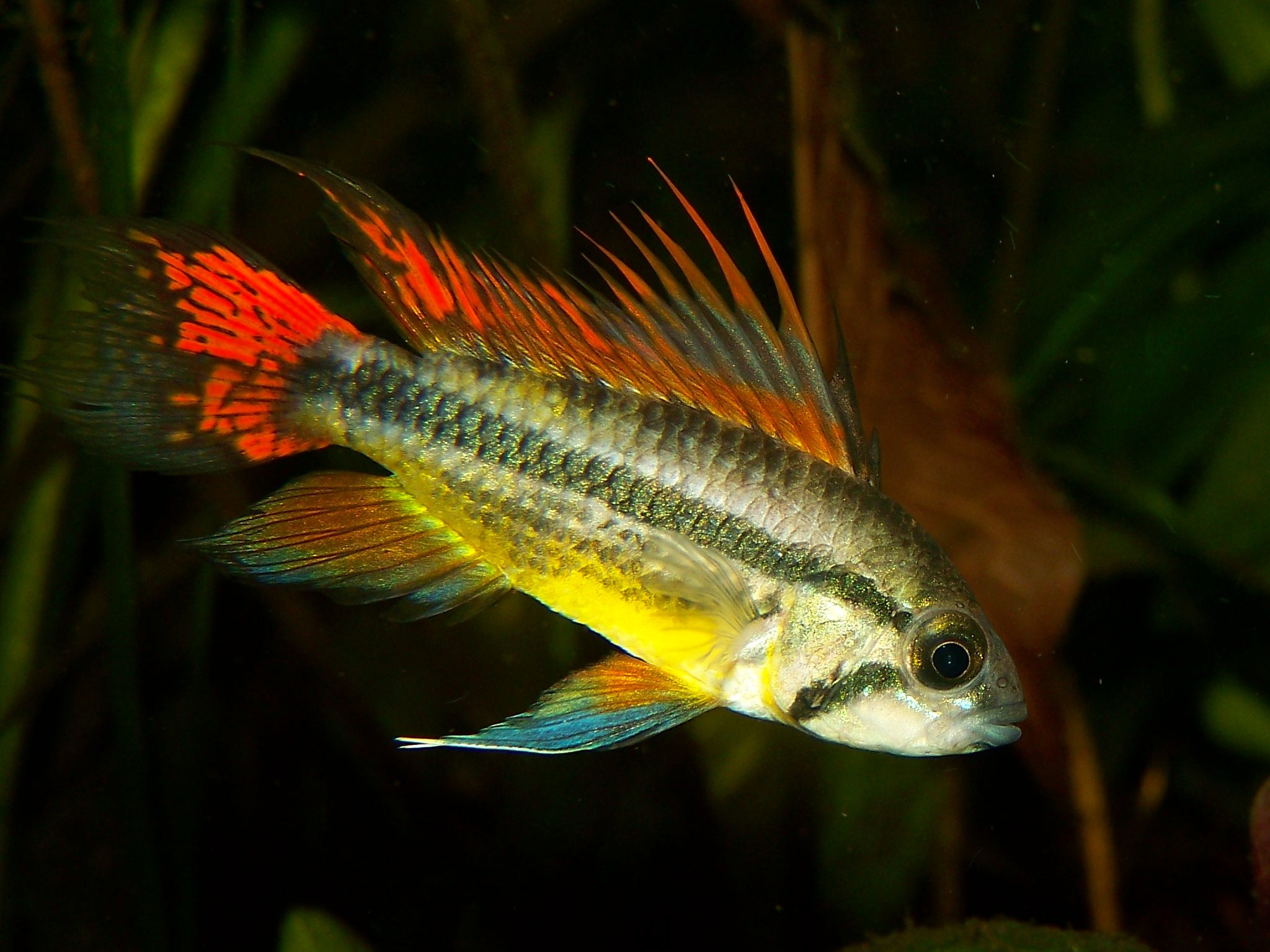
Apistogramma cacatuoides

学名： Apistogramma spp.
アピストグラマ属の魚は50種類ほどが知られ、どれも最大 10 cm ほどの小型種である。成魚をつがいで入手し、繁殖を目指す飼育スタイルが一般的である。このため、卵や稚魚が捕食されて繁殖の支障にならないように、またそれを防ごうとする親魚からの攻撃でケガをしたり殺されたりしないように、つがいの2匹以外の魚は一切混泳させない事も少なくない。オスとメスの絆を強めて繁殖行動を促す目的や、繁殖よりも観賞重視での飼育といった理由で他の魚と混泳させる場合もあるが、シクリッド科全般の特徴である縄張り意識の強さに注意を払う必要がある。
ラミレジィ（ラム・シクリッド）
学名： Mikrogeophagus ramirezi 英: Ram cichlid
小型シクリッドとしては最もポピュラーな種である。古くからヨーロッパでブリードが行われており、系統によってオランダラム、ドイツラムなどの名前で呼ばれている。本種の学名は何度か属名が変更されており、現在はミクロゲオファーガス属であるが、以前はパピリオクロミス属、さらに遡ると上記のアピストグラマ属に分類されていた時期もあった。このため古い本や訂正されずに再発行された本では以前の名前で記載されているほか、一部の店では慣用名としてドイツアピストなどと呼ばれる事もある。2009年ごろから、青色のコバルト・ラミレジィ（Electric blue ramirezi）という品種も出回るようになっている。
チェッカーボード・シクリッド

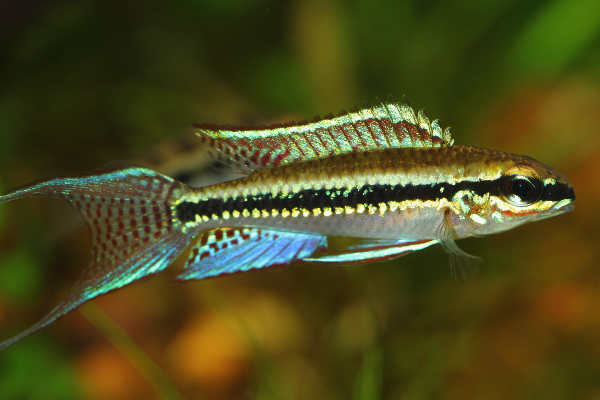
Dicrossus filamentosus

学名： Dicrossus filamentosus
2列の黒斑が互い違いに並ぶチェック模様からこの名で呼ばれる。アピストグラマやラミレジィに比べると性質は若干温和で、同種間の闘争も他種への攻撃も激しくなりにくいとされる。幼魚期はチェック模様のみのシンプルな姿だが、オスは成長とともに青く輝くラインと赤いスポットに彩られた姿に変貌する。成長がさらに進むと尾びれの上下がリボンのように伸長したライヤーテールとなり、種小名のfilamentosusはこれに由来する。近縁種として、似たようなチェック模様で尾びれが丸型のラウンドテールになるDicrossus maculatus（ディクロッスス・マクラートゥス）もいる。

### 中・大型種
エンゼルフィッシュ
学名： Pterophyllum spp.
体長約15cm、ひし形の体と上下に伸びたひれを特徴とする中型シクリッドの代表種で、正確にはプテロフィルム属の数種類の魚の総称である。中でもスカラレ種は初心者にも飼育の容易な養殖個体が多く流通し、ほとんどの改良品種のベースとなったポピュラーな種である。そのほか、体高が高く精悍な姿となるアルタム種は飼育・繁殖の難しさから、丸みのある体型と独特な色合いのレオポルディ種（デュメリリィ・エンゼル）は流通量の少なさからマニアに人気を博している。なお海水魚にもエンゼルフィッシュと呼ばれる魚がいるが、そちらはキンチャクダイ科に属する別種である（ただしシクリッド科もキンチャクダイ科も上位分類は同じスズキ目なので当たらずとも遠からずな関係と見る事もできる）。
ディスカス
学名： Symphysodon spp.
円盤状の体を持つ体長は20cmほどの数種類の中型シクリッドで「熱帯魚の王様」と称される高級種でもある。赤や茶色の地色と水平方向に走る波打った青いラインが基本的な色彩となるが、種によって全身に入ったり、円盤状の体の外周付近のみに留まったりする違いがある。改良品種になると網目状に繋がったものや、全身が塗り潰されたように真っ青なものもいる。繁殖時に親が子育てをするシクリッド科の中でも、ディスカスミルクと呼ばれる粘液を体表から分泌して稚魚に与える非常に独特な習性を持つ。このため飼育の難しい魚でありながらも繁殖が盛んに行われており、腕を磨いて水質悪化や病気に弱い原種ディスカスの繁殖に挑む一愛好家から、美しい個体の血統の維持や新たな改良品種の作出に傾倒するブリーダーまで様々である。
アストロノータス（オスカー）
学名：Astronotus ocellatus 英: Oscar
体長は 20 - 30 cm。自然下では 50 cmを超えることもある。約2年で 35 cmほどに成長する。体色は灰黒色と赤褐色からなり、2色の割合は個体によってさまざまである。尾びれのつけ根にだいだい色と黒の皆既日食のような目玉もようがあり、これは水鳥などの攻撃から頭を守る役目がある。小魚やエビなどをはじめ何でもよく食べ、自分の体の半分くらいの魚までなら捕食する。同じくらいの大きさの魚はつついて追い回すため単独での飼育が望ましい。野生種以外にもロングフィンオスカー・アルビノオスカー・タイガーオスカー（赤黒の縞）・レッドオスカーなどの改良品種がある。
アイスポットシクリッド（ピーコックバス）
学名：Cichla ocellaris 英: Butterfly peacock bass
体長は 60 cm。最大の種であるtemensis種で80cm以上に達する。スポーツフィッシングの対象魚として親しまれ、原産地であるアマゾン川以外の地域にも移植されている。また、現地ではツクナレと呼ばれ食用となっている。色彩は種や生息地によって異なるが、尾びれの付け根にある目のような斑点と体側の黒い帯状の模様が共通する。

## 中米産
現地での生育環境が厳しいためか、縄張り意識が非常に強力な種類。
ヴィエジャ・アルゲンティア
学名：Vieja argentea
成魚は 30 cm ほど。シルバー・ヴィエジャとも呼ばれる。メキシコのリオトウジラ川などに生育する。体高もあり、黒い斑の入った白銀の魚体に背びれ胸びれが長く伸長する。
ヴィエジャ・レガニ
学名：V. regani
成魚は 25 cm を超える。同じヴィエジャ属のアルゲンティアよりもやや体高はない。メタリックなセルリアン・ブルーの地に赤いスポットが散りばめられている。
コンビクトシクリッド
学名：Amatitlania nigrofasciata
成魚は 10 cm ほどの小型種。体側に入る黒い帯が特徴。日本の沖縄県に定着しており、観賞魚として輸入された個体が放逐されたことがその原因とみられる。
フラミンゴ・シクリッド
学名：Amphilophus citrinellus
成魚は 30 cm ほど。全身が淡紅色だか、成長するにしたがい、色は濃く朱赤色となる。また、全額部がコブのように突出する。
シクラソマ・トリマキュラータム
学名：Cichlasoma trimaculatum
成魚は 30 cm ほど、オスはやや大きい。中米の太平洋岸に産出。全身に緑 - 淡紅の光沢のある縁取の鱗のなか、体側に大きな黒い点が3 - 5個ある。
フラワーホーン
前記、フラミンゴ・シクリッド、シクラソマ・トリマキュラータムを交配して生み出された交雑種。現在では更に異なる種も交配している。2001年頃、東南アジアの養殖業者によって作出されシンガポールを経由して出荷されはじめた。歴史の浅い交雑種のため色・体型ともバリエーションが多く、形質は安定していない。

## その他
コンラート・ローレンツが自著の『ソロモンの指輪』で「宝石魚」という名前で「夫婦で子育てをする魚」としてその生態について述べている魚は、アメリカン・シクリッドの一種であるヘリクティス・カーピンテ（テキサスシクリッド）である（ローレンツは「ヘリクティス・キアノグッタートゥス」としているが、これは当時キアノグッタートゥスとカーピンテが混同されていたことによる）。